# Niki Terpstra
Niki Terpstra (nascido em 18 de maio de 1984) é um ciclista holandês, membro da equipe Etixx-Quick Step.
Em 2005, conquistou a medalha de prata na perseguição por equipes do Campeonato Mundial de Ciclismo em Pista, formando equipe com Levi Heimans, Jens Mouris e Peter Schep.
Na estrada, destaca dois Campeonatos Mundiais de contrarrelógio por equipes, três campeonato nacionais e, especialmente, Paris-Roubaix de 2014.
Em Pequim 2008, Terpstra competiu na prova de estrada individual, mas não terminou sua corrida; e em Londres 2012, terminou na modesta 82ª posição na mesma prova.